# Guilhem dels Baus
Guilhem I dels Baus (c. 1155 - juny de 1218) fou un important noble provençal, 2n príncep d'Aurenja (des del 1182 fins a la seva mort) i trobador en llengua occitana. Era originari de la Valclusa.

## Biografia
Guilhem era fill de Bertrand dels Baus (6è senyor dels Baus i 1r príncep d'Orange, i un dels majors mecenes de trobadors) i de Tibors de Montpeller, princesa d'Aurenja i una de les germanes de Raimbaut d'Aurenga, tots dos reconeguts trobadors. El 8 de gener de 1215, quan l'emperador Frederic II va intentar fer efectiu el seu poder al Regne de Borgonya, va concedir a Guilhem dels Baus des de Metz tot el "Regne d'Arle i Viena".
Durant la Croada albigesa Guilhem dels Baus va prendre partit a favor del papa i de Simó de Montfort contra el comte de Tolosa i marquès de Provença Ramon VI. L'estiu de 1216 va ser fet presoner a Avinyó. Alliberat poc després, i amb el suport del papa Honori III, va prendre part en el setge d'aquesta ciutat, on va ser capturat el juny de 1218 i escorxat viu. Els fills de Guilhem continuaran reclamant el Regne d'Arle fins al 23 d'agost de 1257, quan Ramon I va cedir tots els seus drets al comte de Provença, el rei Carles I d'Anjou.

## Mecenes i trobador
Segons el que ens explica la seva vida, Guilhem era un mecenes, home de lletres i trobador, que va mantenir contactes habituals amb d'altres trobadors. Va heretar el seu amor per la poesia lírica dels seus pares, també mecenes i trobadors. Del seu corpus poètic es conserven dos intercanvis de coblas i un sirventès:
- una cobla, Be m meraveill de vos, En Raimbaut[4] (209,1),[5] en resposta al Tuich me pregon, Engles, qe vos don sauts (392.31) de Raimbaut de Vaqueiras[6]
- una cobla, Liautatz ses tricharia[4] (209,3), en resposta a la Physica et astronomia (457.30) d'Uc de Saint Circ
- un sirventès, En Gui, un tort mi menassatz[4] en resposta a un altre sirventès, Seigneiras e cavals armatz,[7] (192.4 = 209.2) escrit contra ell per Gui de Cavalhon:

En Gui, a tort mi menassatz
e faitz hi que desmezuratz,
quar m’anatz troban ochaison;
qu’ieu vos dic, si Dieus mi perdon,
qu’anc per mi no fotz encaussatz,
ni vencutz, ni desbaratatz,
ni fui al vensemen d'Usson